# Le Pays à l'envers

Le Pays à l'envers est un documentaire français réalisé par Sylvaine Dampierre en 2007.

## Fiche technique
- Titre : Le Pays à l'envers
- Réalisation : Sylvaine Dampierre
- Durée : 90 minutes
- Production: ATLAN FILMS / Stéphane Sansonetti
- Date de sortie : France : 29 avril 2009
- Pays de production :  France

## Distribution
- Lena Blou :
- Suzette Créantor :
- Jean Dampierre :
- Manuel Gomez :
- Adeline Jacques :
- Michel Rogers :

## Accueil
Jacques Mandelbaum pour Le Monde que « l'enquête sur le nom de famille est passionnante pour ce qu'elle révèle de la période de l'esclavage » et que « Sylvaine Dampierre parvient à élever son propos tout à la fois à la hauteur d'une mémoire collective et d'une enquête poétique ».